# Карл Ганс Вальтер
Карл Ганс Вальтер (нім. Karl Hans Walther; 4 жовтня 1895, Гота — 9 березня 1965, Східний Берлін) — німецький військовий лікар, доктор медицини, професор, генерал-майор медичної служби вермахту (1 липня 1943), генерал-майор Казарменної народної поліції (1 жовтня 1952) і Національної народної армії (1 березня 1956).

## Біографія
Син комерційного службовця. В 1914/21 роках вивчав медицину у Військово-медичній академії імператора Вільгельма. В 1914/18 роках — учасник Першої світової війни. Член студентських корпусів «Пепіньєр» (1914) і «Норманнія Берлін» (1920). В 1920/22 роках — член Німецької демократичної партії. В 1920/28 роках — офіцер медичної служби рейхсверу в Берліні, Гальберштадті та Герліці. З 1928 року — керівник Берлінського управління медичної експертизи і Дрезденської служби гігієнічної експертизи. З 1933 року — спеціаліст з гігієни санітарної інспекції сухопутних військ Імперського військового міністерства.
З 24 серпня 1939 року — гігієніст і головний епідеміолог при генерал-квартирмейстері ОКГ. 22 червня 1940 року відправлений в командний резерв ОКГ. З 1 липня 1940 року — головний лікар 96-ї піхотної дивізії.З 20 липня 1940 року служив при начальнику військової адміністрації у Франції. З 15 лютого 1941 року — головний лікар 7-ї танкової дивізії. 27 грудня 1941 року знову відправлений в командний резерв ОКГ. З 1 квітня 1942 року — головний лікар 23-го армійського корпусу. З 8 жовтня 1942 року — консультант-гігієніст при головнокомандуванні групи армій «A». З 15 лютого 1944 року — головний лікар головнокомандування «Норвегія». В грудні 1944 року захворів. 15 грудня 1944 року знову відправлений в командний резерв ОКГ і призначений завідувачем кафедри Лейпцизького інституту гігієни. В квітні 1945 року взятий в полон американськими військами. В червні 1945 року звільнений.
19 жовтня 1945 року заарештований радянською окупаційною владою в Лейпцигу. 28 серпня 1949 року звільнений і того ж року очолив Інститут охорони здоров'я НДР. 15 вересня 1952 року вступив у Казарменну народну поліцію і очолив медичне управління Міністерства внутрішніх справ, в 1953/55 роках — КНП. В 1954 році вступив в СЄПН. В 1956 році прийнятий в Національну народну армію, очолив секцію військової медицини Грайфсвальдського університету. 31 грудня 1956 року звільнений у відставку.

## Нагороди
- Залізний хрест 2-го класу
- Нагрудний знак «За поранення» в чорному
- Почесний хрест ветерана війни з мечами
- Медаль «За вислугу років у Вермахті» 4-го, 3-го, 2-го і 1-го класу (25 років)
- Звання «Заслужений народний лікар» (11 грудня 1952)
- Орден «За заслуги перед Вітчизною» (НДР) в бронзі
- Медаль Гуфелянда в золоті (1963)